# Psilopleura vittata
Psilopleura vittata är en fjärilsart som beskrevs av Walker 1864. Psilopleura vittata ingår i släktet Psilopleura och familjen björnspinnare. Inga underarter finns listade.